# Ben Furman

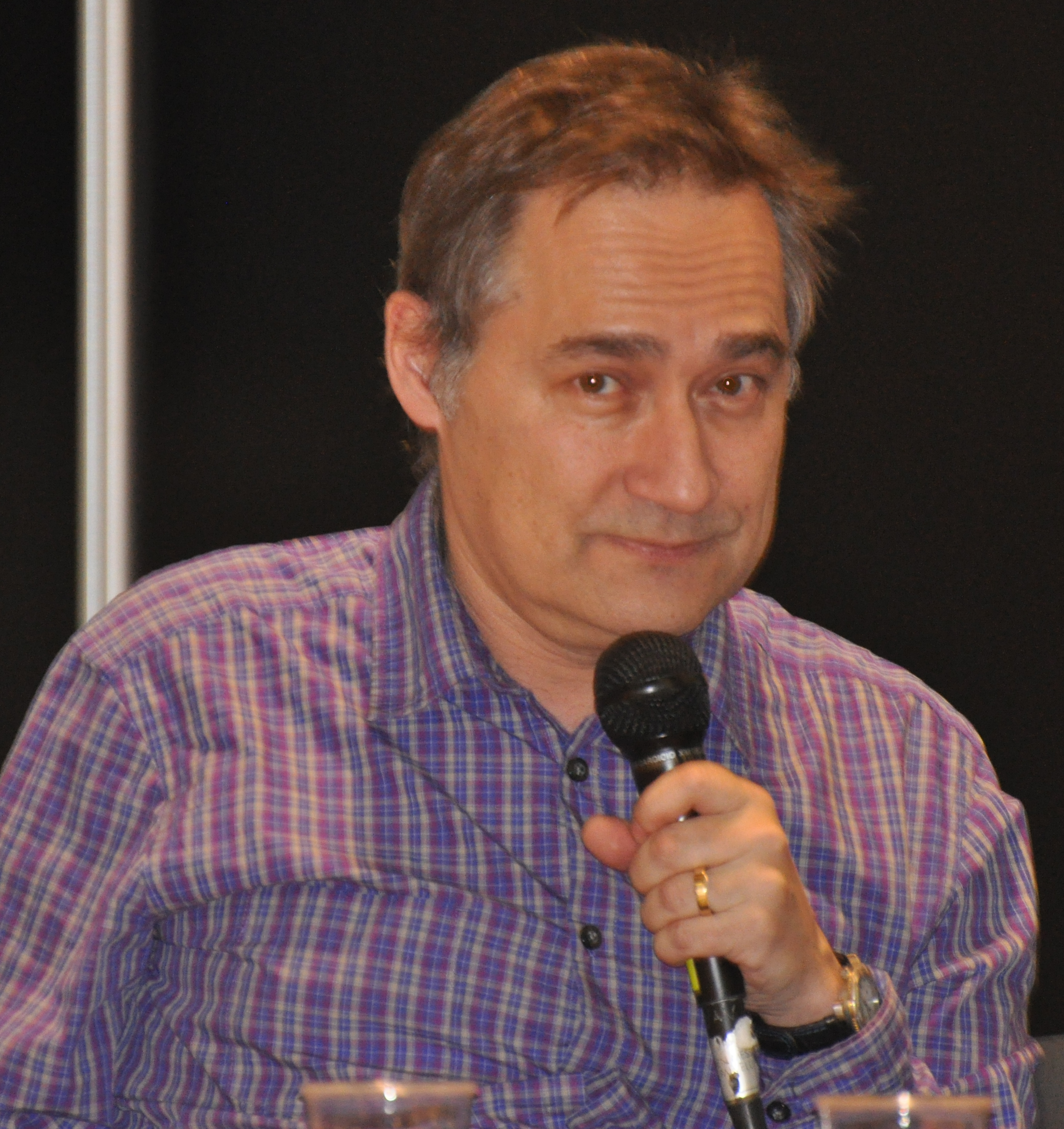
Ben Furman (2010)

Ben Furman (* 21. September 1953 in Helsinki) ist ein finnischer Psychiater, Psychotherapeut und Mitgründer des Helsinki Kurztherapiezentrums. Er gilt als international anerkannter Experte für lösungsfokussierte Therapie, Coaching und Organisationsberatung. Sein Buch Es ist nie zu spät, eine glückliche Kindheit zu haben wurde in die Liste der 100 Meisterwerke der Psychotherapie aufgenommen.
Von 1999 bis 2006 hatte er eine regelmäßige Talk-Show im ersten finnischen Fernsehkanal YLE TV1, deren Titel auf Deutsch Psychologisches Fernsehen lauten würde. Dort befragte er seine Gäste, wie sie Krankheiten oder Probleme überwunden haben. Furman tritt auch regelmäßig auf internationalen Konferenzen in Europa, Nordamerika und im Nahen Osten auf oder hält Workshops in diesen Ländern. Seine Bücher wurden bislang in zehn Sprachen übersetzt.

## Lyhytterapiainstituutti Oy
1985 gründete Ben Furman gemeinsam mit seinem Langzeitkollegen, Freund und Sozialpsychologen Tapani Ahola das
Lyhytterapiainstituutti Oy, das Helsinki Kurztherapiezentrum. Dieses Institut bietet eine dreijährige Ausbildung in lösungsfokussierter Therapie an, die staatlich anerkannt ist. Absolventen sind berechtigt, als Psychotherapeuten zu arbeiten. Gemeinsam mit Tapani Ahola schrieb Furman auch den finnischen Klassiker lösungsfokussierter Therapie, das Buch Lösungsgespräch. Auch außerhalb der Therapie ist Furman ein gefragter Trainer und Lehrer – insbesondere in den Bereichen Personalentwicklung, Teamaufbau und Verbesserung des Arbeitsambientes. Ebenfalls gemeinsam mit Tapani Ahola hat er drei in diesen Bereichen innovative Methoden entwickelt: reteaming,TwinStar und COOPERATION.

## Kids’ Skills
Ben Furman befasst sich schon seit vielen Jahren mit den Problemen von Kindern und Jugendlichen. Mit seinen Kollegen hat er eine Reihe von edukatorischen und therapeutischen Methoden entwickelt. Kids’ Skills stellt einen Lösungsansatz dar, Steps of Responsibility eine konstruktive Form im Umgang mit jugendlichem Fehlverhalten. Auch zu dieser Thematik hat Furman ein Buch geschrieben.

## Deutschsprachige Publikationen
- Die Zukunft ist das Land, das niemandem gehört. Klett-Cotta, Stuttgart 1995
- Die Kunst, Nackten in die Tasche zu greifen. Borgmann, Dortmund 1996
- Es ist nie zu spät, eine glückliche Kindheit zu haben. Borgmann, Dortmund 1999
- Ich schaffs! Programm:
  - „Ich schaffs!“, Carl-Auer Verlag, 2005. 4. Auflage 2011
  - Ich schaffs! 15-Schritte-Poster, 2006.
  - Poster für Kinder, 2006.
  - Trainingsbuch, 2006, 4. Aufl.
  - Mein Ich schaffs!-Arbeitsbuch. Carl-Auer-Verlag, Heidelberg 2010.
  - Ich schaffs! in Aktion Carl-Auer-Verlag, Heidelberg 2010.
- Twin star – Lösungen vom anderen Stern. Carl-Auer-Verlag, Heidelberg 2004, 3. Aufl. 2010
- Es ist nie zu spät, erfolgreich zu sein. Carl-Auer-Verlag, Heidelberg 2010.
- Jetzt geht's – Erfolg und Lebensfreude mit lösungsorientiertem Selbstcoaching Carl-Auer-Verlag, Heidelberg 2011.
- Raus as dem Tief: Übungen für mehr Lebensfreude, Carl-Auer-Verlag, 2014
- Gut gemacht!, Carl-Auer-Verlag
- Antons Albtraum, Carl-Auer-Verlag
- Meine zwei Zuhause, Carl-Auer-Verlag, 2016